# Амалия Примджанова
Амалия Николова Шапкарева, по баща Примджанова, е българска просветна деятелка и революционерка, деятелка на Вътрешната македоно-одринска революционна организация.

## Биография
Амалия Примджанова е родена в Самоков в семейството на Никола Климентов Примджанов от влашкото македонско село Търново. Учи в Самоков, а по-късно висше образование в Софийския университет. Става учителка в Скопие. В Скопие Примджанова влиза във ВМОРО и участва в революционната женска група на учителката Славка Чакърова от Струга, заедно с Люба Кюпева от Велес и Янка Каневчева.
След Балканските войни в Чирпан се жени за видния деец на ВМОРО Климент Шапкарев. Техен син е българският икономист и председател на Македонския научен институт Петър Шапкарев.
Пише спомени в 1960 година. Умира от туберкулоза.